# Stichopus
Stichopus és un gènere d'equinoderms de la classe dels holoturoïdeus, que conté 16 espècies.

## Taxonomia
Segons WoRMS:
- Stichopus chloronotus Brandt, 1835
- Stichopus ellipes Clark, 1938
- Stichopus fusiformiossa Woo in Woo et al., 2015
- Stichopus herrmanni Semper, 1868
- Stichopus horrens Selenka, 1867
- Stichopus ludwigi Erwe, 1913
- Stichopus monotuberculatus (Quoy & Gaimard, 1834)
- Stichopus naso Semper, 1868
- Stichopus noctivagus Cherbonnier, 1980
- Stichopus ocellatus Massin, Zulfigar, Hwai & Boss, 2002
- Stichopus pseudohorrens Cherbonnier, 1967
- Stichopus quadrifasciatus Massin, 1999
- Stichopus rubermaculosus Massin, Zulfigar, Hwai & Boss, 2002
- Stichopus vastus Sluiter, 1887

- Stichopus anapinusus (Lampert, 1885) (incertase sedis)
- Stichopus torvus Théel, 1886 (incertase sedis)